# 赤岩橋 (渡良瀬川)
赤岩橋（あかいわばし）は、群馬県桐生市内を流れる渡良瀬川に架かる道路橋。橋上の路線は群馬県道3号前橋大間々桐生線で、桐生市の中心街と渡良瀬川右岸の相生地区とを結ぶ。
下流約150mに上毛電気鉄道上毛線の渡良瀬川橋梁が架かる。

## 概要
- 左岸（東岸）：群馬県桐生市堤町
- 右岸（西岸）：群馬県桐生市相生町

1902年（明治35年）、初代赤岩橋が開通。1938年（昭和13年）8月31日に流失。1941年（昭和16年）7月に二代目に架け替わり、1999年（平成11年）3月に三代目が開通した。
赤岩橋の架かる地点付近は、右岸の富士山、左岸の丸山に挟まれた渡良瀬川の狭窄部にあたり、橋より下流は大きな中洲の広がる氾濫原となっている。1947年（昭和22年）9月14日にはカスリーン台風によって赤岩橋下流（両毛線渡良瀬川橋梁付近）で堤防が決壊し、桐生市に甚大な被害をもたらした。こうしたことから赤岩橋は渡良瀬川の砂防事業における基準点となっており、これより上流域を対象として国土交通省による直轄砂防事業が行われている。

## 橋の周辺

### 左岸
左岸（東岸）は群馬県桐生市堤町。群馬県道3号前橋大間々桐生線は、左岸の堤町3丁目交差点で群馬県道342号川内堤線と分岐する。県道3号を東へ直進すれば約1.7kmで桐生駅前に至る。
- 丸山下駅（上毛電気鉄道上毛線）

### 右岸
右岸（西岸）は群馬県桐生市相生町。県道3号は、右岸の桐生合同庁舎前交差点で国道122号と合流して重複区間となる。右岸下流（南）の橋の付け根には富士山がある。
- 桐生市立相生小学校
- 前橋地方裁判所桐生支部・桐生区検察庁
- 富士山下駅（上毛電気鉄道上毛線）

## 隣の橋
- 渡良瀬川

高津戸橋 - 相川橋 - 赤岩橋 - 渡良瀬川橋梁（上毛線） - 渡良瀬川橋梁（両毛線）